# Claudia Kohde-Kilsch
Claudia Kohde-Kilsch (Saarbrücken, 11 de dezembro de 1963) é uma ex-tenista profissional alemã, conhecida por ser uma especialista em duplas.

## Grand Slam finais

### Duplas: 8 (2 títulos, 6 vices)
| Posição | Ano  | Campeonato          | Piso   | Parceira        | Oponentes                       | Placar             |
| ------- | ---- | ------------------- | ------ | --------------- | ------------------------------- | ------------------ |
| Vice    | 1982 | Aberto da Austrália | Grama  | Eva Pfaff       | Martina Navratilova Pam Shriver | 6–4, 6–2           |
| Vice    | 1984 | Roland Garros       | Saibro | Hana Mandlíková | Martina Navratilova Pam Shriver | 5–7, 6–3, 6–2      |
| Vice    | 1984 | Aberto da Austrália | Grama  | Helena Suková   | Martina Navratilova Pam Shriver | 6–3, 6–4           |
| Vice    | 1985 | Roland Garros       | Saibro | Helena Suková   | Martina Navratilova Pam Shriver | 4–6, 6–2, 6–2      |
| Campeã  | 1985 | US Open             | Duro   | Helena Suková   | Martina Navratilova Pam Shriver | 6–7(5–7), 6–2, 6–3 |
| Vice    | 1985 | Aberto da Austrália | Grama  | Helena Suková   | Martina Navratilova Pam Shriver | 6–3, 6–4           |
| Campeã  | 1987 | Wimbledon           | Grama  | Helena Suková   | Betsy Nagelsen Elizabeth Smylie | 7–5, 7–5           |
| Vice    | 1988 | Roland Garros       | Saibro | Helena Suková   | Martina Navratilova Pam Shriver | 6–2, 7–5           |

## Jogos Olímpicos

### Duplas: 1 medalha (1 bronze)
| Posição | Ano  | Local | Piso | Parceira    | Oponentes | Placar |
| ------- | ---- | ----- | ---- | ----------- | --------- | ------ |
| Bronze  | 1988 | Seul  | Duro | Steffi Graf | Não houve | -      |

Kohde-Kilsch e Graf perderam na semifinal para Jana Novotná e Helena Suková 7–5, 6–3. Em 1988, não houve jogo de desempate pela medalha de bronze, ambas as duplas derrotadas na semifinal receberam também as medalhas de bronze.